# الهريم (حبيش)

تعديل مصدري - تعديل

الهريم محلة تابعة لقرية المحجر، التابعة لعزلة الوطئة بمديرية حبيش إحدى مديريات محافظة إب في الجمهورية اليمنية، بلغ تعداد سكانها 48 حسب تعداد اليمن لعام 2004.